# Rose Demay
Pour les articles homonymes, voir Demay.
Rose Marlet, dite Rose Demay, née le 15 janvier 1871 dans le 10e arrondissement de Paris et morte le 4 juillet 1945 à Cannes, est une actrice de théâtre et demi-mondaine de la Belle Époque.

## Biographie
Marie Rose Marlet naît en 1871 à Paris, fille de Désiré Marlet, serrurier, et Placide Barbé, son épouse,.
En dehors de sa carrière d'actrice et de demi-mondaine, on sait très peu de choses de la vie de Rose Demay sinon qu'elle est la sœur cadette de Léonie Marlet dite Églantine Demay (d)  (1868-1895), danseuse de cancan qui a acquis aussi une renommée d'horizontale,. Un article paru dans le journal Gil Blas en mai 1898 laisse entendre qu'elle serait également la sœur de la danseuse Maria Ricotti.
En 1890, Rose Demay apparaît à la Renaissance dans Tailleur pour Dames de Feydeau puis abandonne le théâtre et apparaît, avec sa sœur, aux côtés des artistes, des reines de beauté et des demi-mondaines.
Rose Demay est parmi les premières femmes à pratiquer le vélo, dès 1891, avec ses amies mondaines et comédiennes, Madeleine et Henriette Demongey. Ce qui est une marque d'émancipation à la fin du XIXe siècle.
En décembre 1896, elle crée le rôle de la princesse dans Rêve de Noël, pantomime de Jean Lorrain, à l'Olympia. Liane de Pougy joue un jeune page. Ce spectacle fait allusion aux plaisirs saphiques que les courtisanes se plaisent à exalter dans leurs écrits : « Je vous recommande, par exemple, au premier tableau, le moment où se joignent les deux bouches, celles de Liane et celle de Rose Demay »,.
Le journal Gil Blas publie une liste de « théâtreuses », des femmes « autrefois amuseuses » mais « devenues artistes », dans laquelle on rencontre notamment les noms de Liane de Pougy, Émilienne d’Alençon, Renée de Presles, Blanche de Marcigny, Mathilde Castera, Léo Guyon, Suzanne Derval et Rose Demay,.
En 1897, elle joue au Grand-Guignol, Fleur de Brocante de Jean Lorrain. Fin 1897, elle passe aux Variétés dans Paris qui marche, revue d'Hector Monréal et Henri Blondeau, musique d’Henri Chatau, avec pour partenaire Juliette Méaly, Germaine Gallois, Ève Lavallière, Amélie Diéterle, Émilienne d’Alençon et Suzanne Derval,,,.
Rose Demay figure dans le premier fascicule illustré, dans la série intitulée Les Reines de Paris chez elles, publiée en 1898, aux côtés des artistes, des reines de beauté et des demi-mondaines : Clémence de Pibrac, Albany Debriège, Cléo de Mérode, Liane de Pougy, Émilienne d'Alençon qui montre une frontière floue entre cabaret et demi-monde.
Elle habite un hôtel particulier dans le 16e arrondissement de Paris, au 20, rue Berlioz, au temps de sa célébrité, de 1899 à 1911, et l'été, elle réside à la Villa des Fougères à Deauville.
En 1899, elle joue dans le ballet-féerie Les Mille et Une Nuits de Max Maurey et Augustin Thierry, musique d'Henri Hirschmann à l'Olympia,.
En 1901, elle se produit dans des spectacles de magie aux Folies Bergère.
En 1911, elle apparaît sous le nom de Rose Demay-Moreville.
Au mois de décembre 1911, la presse annonce son suicide, mais c'est une méprise sur le nom de la victime. Les journaux publient un démenti peu après. Elle a alors 40 ans. On ignore ce qu'elle est devenue ensuite jusqu'à son décès intervenu 34 ans plus tard à Cannes.
Elle repose au côté notamment de sa sœur Léonie [Églantine Demay] au cimetière parisien de Saint-Ouen (9e division) où leur tombe est toujours visible.

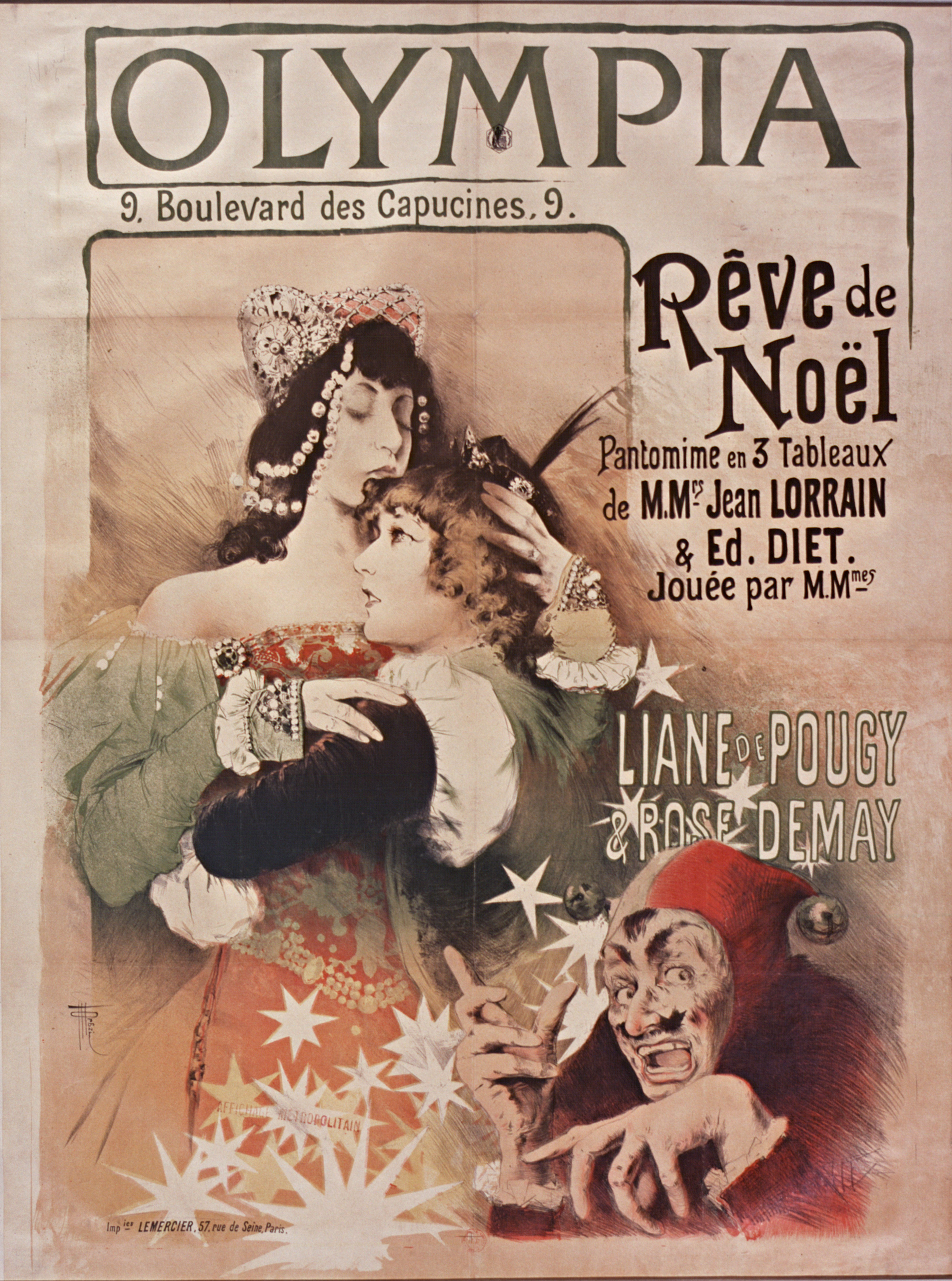
Rêve de Noël.
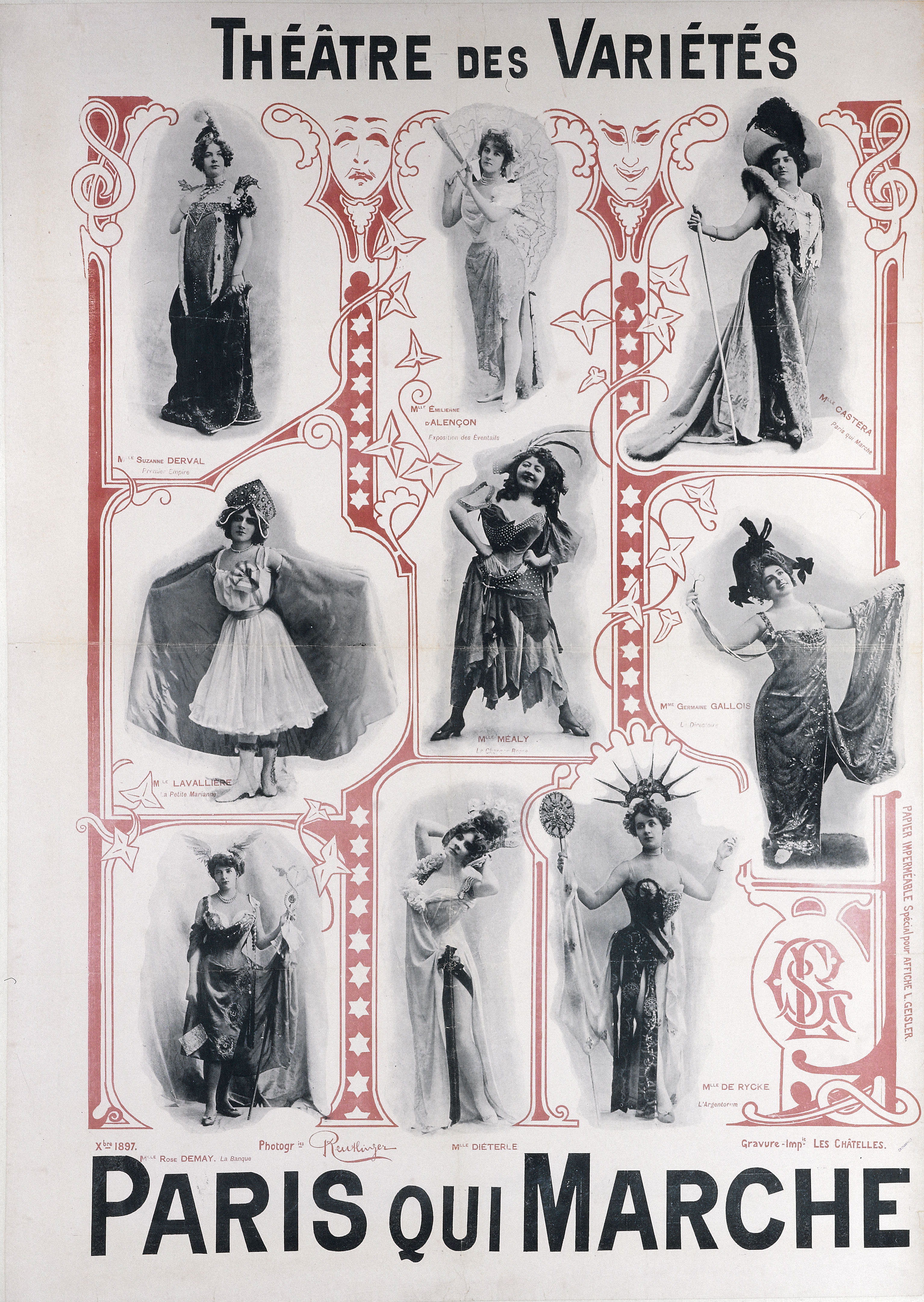
Paris qui marche.